# Ada-und-Theodor-Lessing-Volkshochschule

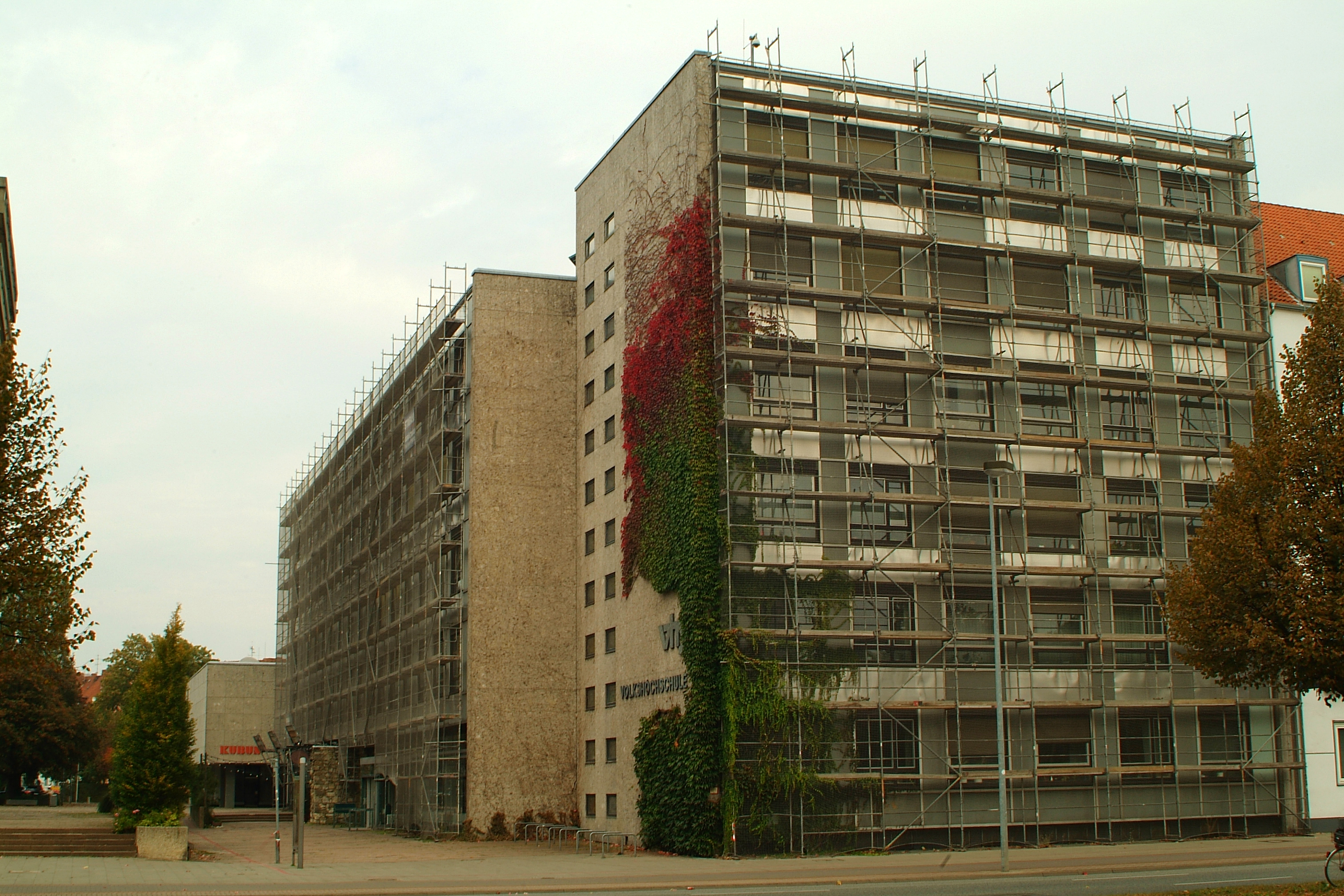
Das frühere Hauptgebäude am Theodor-Lessing-Platz, im Jahr 2011 zur Sanierung eingerüstet

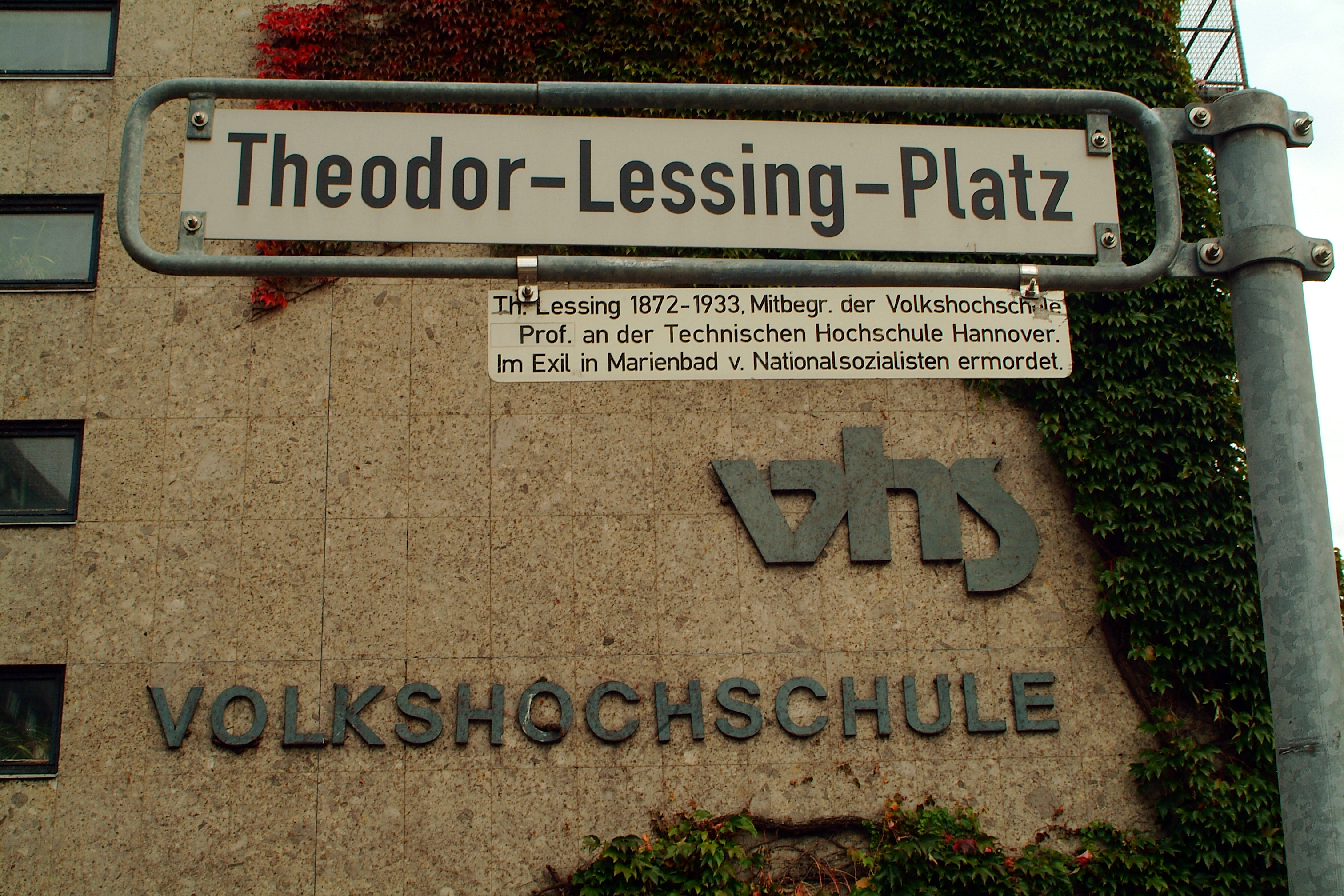
Schriftzug der VHS am früheren Hauptgebäudes, davor das Straßenschild Theodor-Lessing-Platz mit gesondert montierter Informations-Tafel zur Person von Theodor Lessing

Ada-und-Theodor-Lessing-Volkshochschule ist seit 2006 der Name der Volkshochschule (VHS) in Hannover. Mit der Namensgebung als „besonderes Alleinstellungsmerkmal“ ehrt die Stadt Hannover als kommunale Trägerin die erste Direktorin der Bildungseinrichtung, Ada Lessing, sowie ihren Ehemann, Theodor Lessing, als einen der „Wegbereiter der modernen Erwachsenenbildung“.

## Aktuell

### Bildungsangebote
Halbjährlich bietet die VHS mehr als 1.000 Kurse an (Stand: Oktober 2011), die in gedruckter Form über das Programmheft offeriert werden oder online direkt über die Webseite der VHS eingesehen und zur Anmeldung gebucht oder ausgedruckt werden können. Mit ihrem Angebot wendet sich die VHS an alle Bürger und Bürgerinnen, von Jugendlichen bis zu Senioren. So gibt es Kurse für „Ältere“ oder speziell für Frauen. EDV oder kaufmännische Praxis, Handwerk und Technik, Umwelt und Gesundheit, Kultur und Soziales gehören ebenso zum Programm wie stadtteilbezogene Angebote.
- In der VHS bereiten sich jährlich rund 1.000 junge Menschen auf eine Berufsausbildung vor, einen Schulabschluss oder einen neuen Beruf.[2]
- In Kursen zur Integration lernen mehr als 4.500 Erwachsene pro Jahr, „sich neu zu orientieren und sich für Alltag und Beruf zu qualifizieren“.[2]
- Im Bereich Sprache und Fremdsprachen ist die VHS mit rund 13.000 Teilnehmern der größte Anbieter von Sprachkursen in der Region Hannover und vermittelt Sprachenkompetenz „für alle auf allen Niveaustufen mit international anerkannten Prüfungen“.[2]
- Neben der Sicherung eines offenen Grundangebotes der Erwachsenenbildung bietet die VHS auch eigene Entwicklungen maßgeschneiderter „Qualifizierungsprogramme für private und öffentliche Auftraggeber, Betriebe und Verbände.“[2]

### Qualität und Auszeichnungen
- Die VHS arbeitet nach dem bundesweit anerkannten „Lernerorientierten Qualitätssystem“ (LQW).[2] Sie ist von der Firma ArtSet® Forschung, Bildung, Beratung GmbH[5] bis 2015 testiert.
- Der TÜV Rheinland hat die VHS zertifiziert für Maßnahmen und Angebote der beruflichen Bildung nach dem Dritten Buch Sozialgesetzbuch (SGB III).[2]

## Geschichte

### Vorgeschichte ab dem 19. Jahrhundert
Nachdem seit der Mitte des 19. Jahrhunderts die Bestrebungen wuchsen, das Bildungsniveau in der deutschen Bevölkerung anzuheben, wurden in Hannover anfangs einzelne Kurse angeboten in Geschichte, Geographie, Rechnen und Deutsch bis hin zu Schönschrift und Gesang.
Träger erster Vortragsreihen waren Arbeitervereine und Arbeiter-Bildungsausschüsse. Den Startschuss hierfür bildete die Gründung des Buchdrucker-Lesevereins am 23. August 1845, der 1848 umbenannt wurde in Arbeiter-Verein zu Hannover. Dieser wuchs bis 1871 rasch an auf rund 1.000 Mitglieder, was die hohe Akzeptanz dieser und ähnlicher Einrichtungen und Initiativen belegt.
Im Jahr 1900 wurden die sogenannten „Volkstümlichen Hochschulkurse“ eingeführt. Sie sollten „allen denen, welchen der Besuch der Hochschulen versagt ist, die Ergebnisse wissenschaftlicher Forschung in allgemein verständlicher, aber wissenschaftlich gediegener Form“ darbieten. Einen der wichtigsten Protagonisten dieser Bildungsanschauung stellte ab 1911 Theodor Lessing dar mit seinen philosophischen und kulturellen Vorträgen.

### Freie Volkshochschule Hannover-Linden

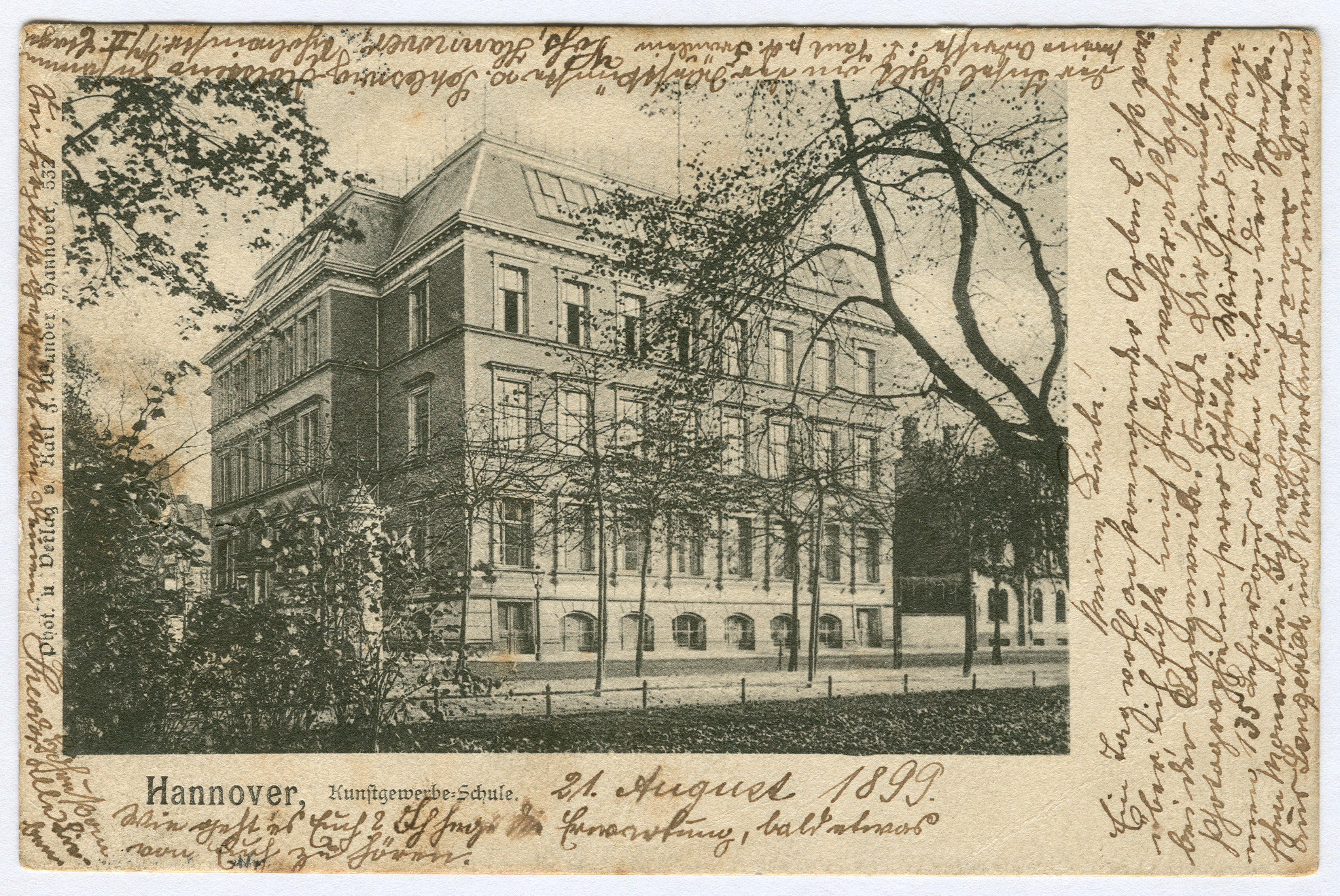
Die städtische Kunstgewerbeschule am Neuen Weg 3 war ab 1926 Sitz der VHS
Ansichtskarte von Karl F. Wunder, Foto um 1898

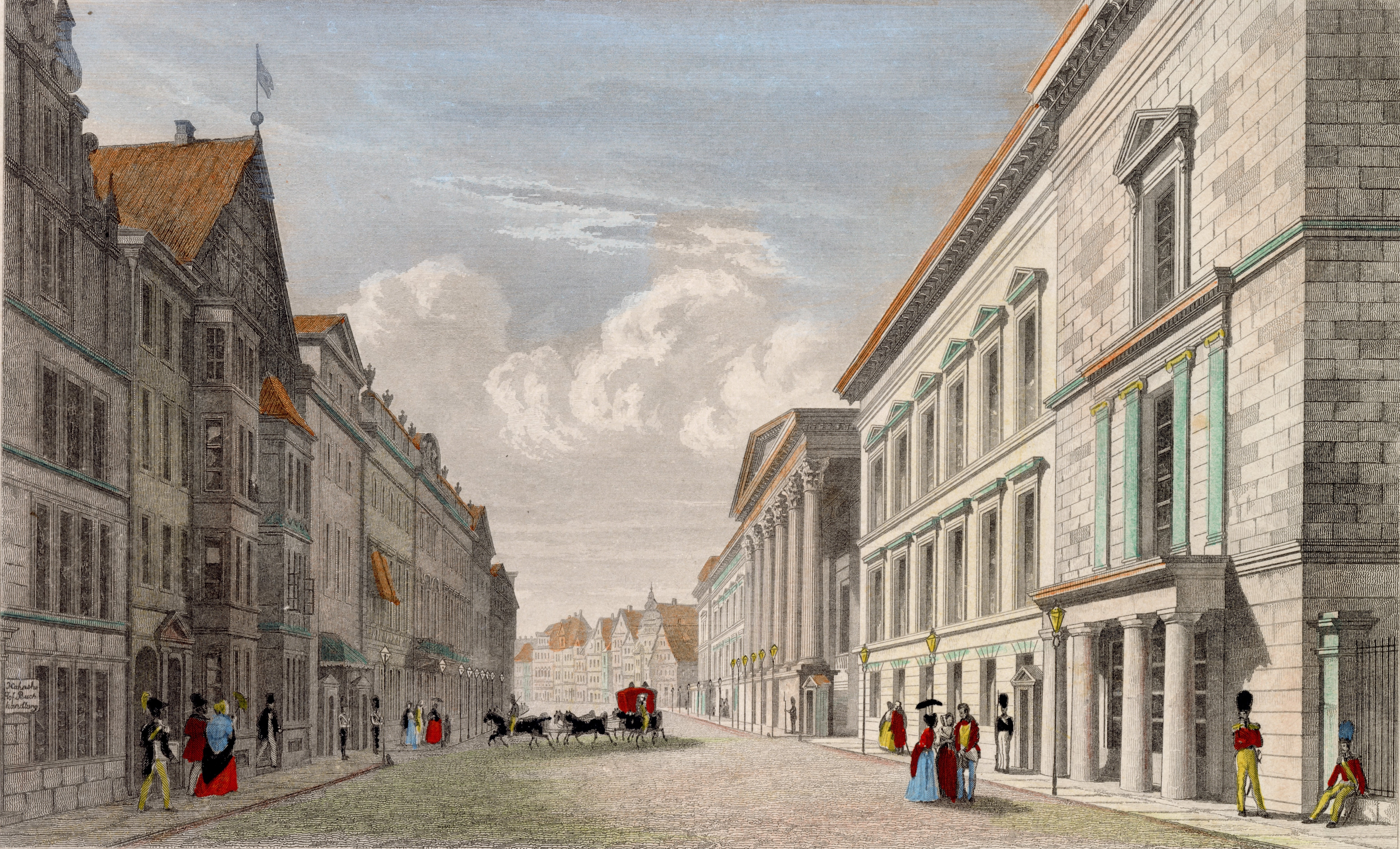
1926 befand sich die Geschäftsstelle der VHS im Alten Palais (links) in der Leinstraße
(Stahlstich von Louis Hoffmeister nach Georg Osterwald, Verlag von Gustav Georg Lange, um 1843, alt-koloriert)

Zu staatlicher Unterstützung kam es erst durch die soziale Situation der Bevölkerung nach dem Ersten Weltkrieg, die von Arbeitslosigkeit, der Deutschen Inflation und zahlreichen Unruhen geprägt war: Der „Demobilisierungs-Erlaß“ vom 23. Januar 1919 förderte Volksbildungsvereine und ähnliche Einrichtungen. So kam es am 10. Februar 1919 zur Gründung einer „Volksbildungs-Kommission“, die im Herbst desselben Jahres die zum Teil inhaltlich sehr heterogenen „volkstümlichen Bildungskurse zusammenführte und unter dem Namen »Freie Volkshochschule Hannover-Linden« (VHS) anbot“.
Im Januar 1920 wurde das Lehrangebot erstmals in einem „Programmheft“ angeboten. Die Eröffnungsfeier der ersten Volkshochschule in Hannover fand am 25. Januar 1920 im Festsaal des Neuen Rathauses statt. Die Geschäftsstelle hatte bis 1926 ihren Sitz im Gebäude Am Himmelreiche 1, lediglich 1923 wurde sie für ein Jahr übergangsweise in die städtische Kunstgewerbeschule am Neuen Weg 3A verlegt. Theodor Lessings Ehefrau Ada Lessing hatte von 1919 bis 1933 die Leitung der VHS inne.
Währenddessen scheiterten jedoch Bemühungen um die Integration noch verbliebener „volkstümlicher Hochschulkurse“ in die VHS; diese gingen in der 1921 gegründeten Leibniz-Akademie auf.
So kooperierte die VHS Hannover-Linden mit anderen kulturellen und der Volksbildung verpflichteten Institutionen, vor allem mit der „Freien Volksbühne Hannover“, aber auch mit Museen und Kunstvereinen.
1922 konsolidierte sich die VHS „durch die Übernahme der vom Arbeiterbildungsausschuß“ veranstalteten Kurse – sogenannte „Betriebsrätelehrgänge“ wurden seitdem bis 1931 in der Volkshochschule abgehalten.
1926 zog die Geschäftsstelle der VHS in das Alte Palais in der Leinstraße um. Im Folgejahr erreichte die VHS 1926 mit 6.052 „Hörern“ die bis dahin „höchste Hörerzahl ihrer Geschichte“. Ein weiteres Jahr später wurde der Bildungsträger 1928 umbenannt in „Volkshochschule Hannover“.

### Zeit des Nationalsozialismus
Nach der Machtergreifung 1933 wurde unter den Nationalsozialisten die Satzung der Volkshochschule geändert und die der Ideologie der NSDAP nicht konformen Mitarbeiter entlassen. 1934 wurde die VHS erst in die Deutsche Arbeitsfront eingegliedert, im November desselben Jahres dann als „Volksbildungsstätte“ in das Deutsche Volksbildungswerk der NSDAP integriert. Parallel dazu wurde die Geschäftsstelle der ehemaligen VHS an den Sitz der NSDAP-Gauleitung in der Dincklagestraße verlegt.

### Wiederaufbau

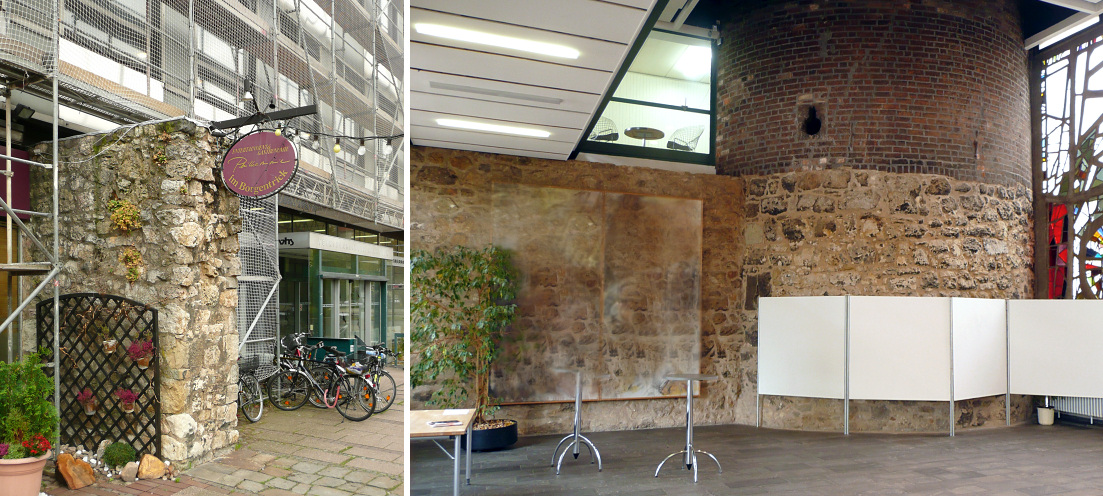
Die in das frühere Hauptgebäude integrierte Stadtmauer und der Borgentrick-Turm

Nach dem Zweiten Weltkrieg wurde – mit Genehmigung der englischen Militärbehörden – die Volkshochschule Hannover am 27. Januar 1945 in der Kurzen Straße feierlich wiedereröffnet (Sitz 1970 aufgehoben). Träger der Einrichtung war nun der neugegründete Bund für Erwachsenenbildung.
1962 bis 1965 wurde – parallel zum Bau der Städtischen Galerie KUBUS – ein neues Gebäude für Verwaltung und Unterricht errichtet am Friedrichswall/Theodor-Lessing-Platz. Architekt war Alfred Müller-Hoppe vom städtischen Hochbauamt. Das Gebäude war das erste eigens für den Unterricht der VHS errichtete und wurde bewusst im Stadtzentrum zwischen Neuen Rathaus und den umliegenden Museen platziert.
In das Gebäude wurde der als Teil der historischen Befestigung der Stadt erhaltene, denkmalgeschützte „Borgentrick-Turm“ integriert sowie ein Teil der alten Stadtmauer. Die Glasfenster im Eingangsbereich des Gebäudes wurden 1964 durch den Künstler Gerhard Wendland eingefügt. Kurz darauf wurde 1966 die VHS durch die Stadt Hannover übernommen.

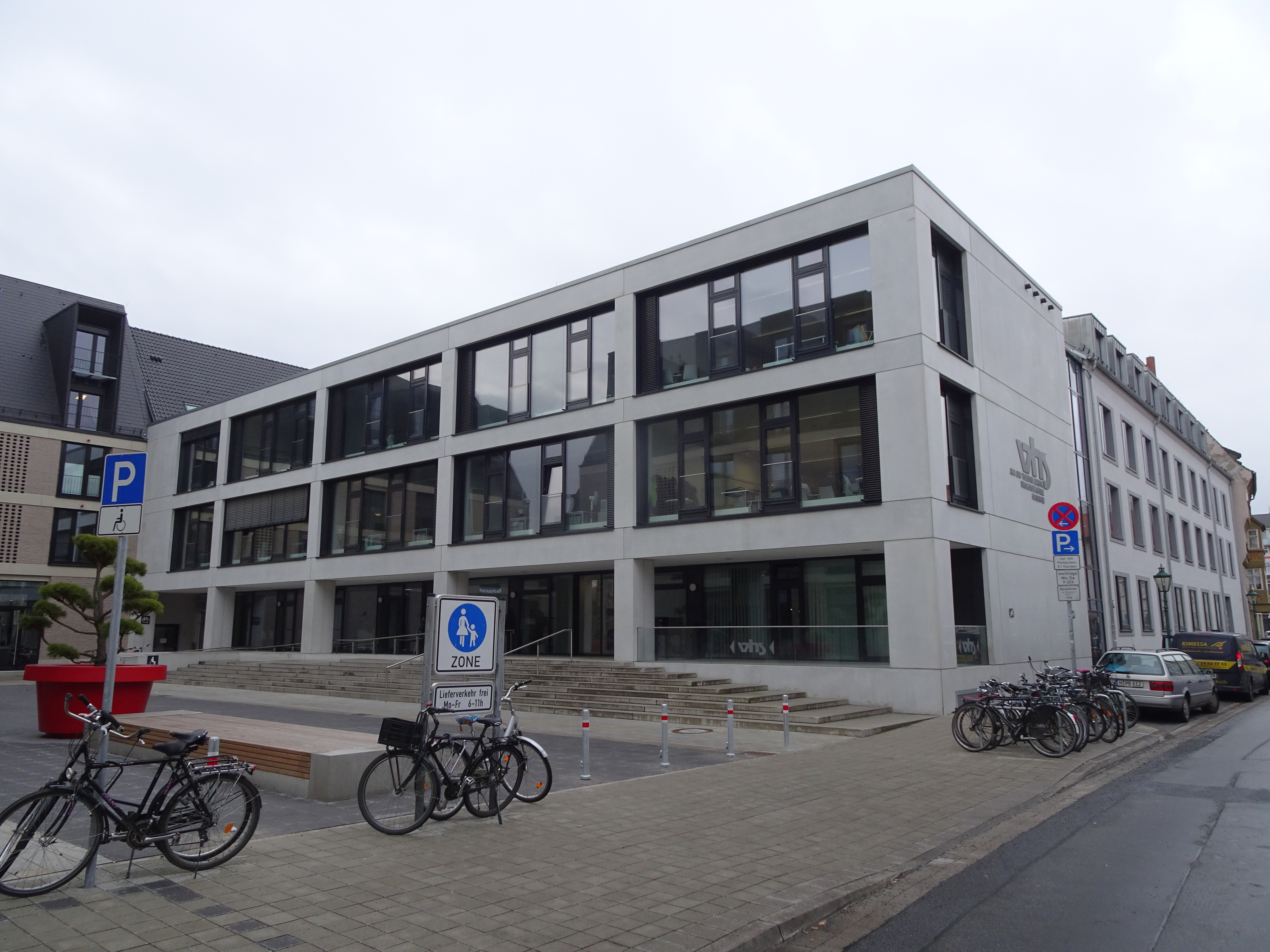
Neues Gebäude in der Burgstraße

1983 wurde zunächst der ehemalige Name der Straße vor der VHS umbenannt von Knappenort in Theodor-Lessing-Platz. 2006 erhielt die kommunale Bildungseinrichtung ihren heutigen Namen.
Ab 2008 war die Verlagerung des Standortes in der Diskussion, insbesondere der Raschplatz wurde immer wieder als passenderer Ort erwogen. Anfang 2011 gab Oberbürgermeister Stephan Weil den Umzug in die ehemalige Schule Am Hohen Ufer bekannt. Seit dem Jahr 2015 hat die VHS ihren neuen Hauptsitz in dieser für 11,5 Millionen Euro umgebauten Schule. Die Volkshochschule ist als Fachbereich in das Dezernat VII – Bildung und Kultur der Stadtverwaltung Hannover eingebunden.

## Ausstellungen und Veranstaltungen
In der Eingangshalle ehrt das „Lessing-Bild I“ von Detlef Kappeler von 1985 den frühen Protagonisten der Erwachsenenbildung. Das Foyer der VHS wurde aber auch für wechselnde Ausstellungen und Veranstaltungen genutzt, wie etwa
- 2010
  - Präsentationen historischer Tanz-Plakate der Staatsoper Hannover,[3] oder
  - eine Ausstellung von durch Kursteilnehmer erstellte Fotografien.[3]

## Publikationen (Auswahl)
- HannoverReport literarisch. Eine Anthologie zum 750jährigen Jubiläum der Landeshauptstadt Hannover. Hrsg.: Volkshochschule Hannover (VHS), Hannover: VHS, 1991
- Susanne Kannenberg, Stephan Wienhold (Red.): 100 Jahre Wissen teilen. Festschrift 100 Jahre VHS Hannover, Hrsg.: Landeshauptstadt Hannover, Fachbereich Ada-und-Theodor-Lessing-Volkshochschule, Hannover: LHH, 2019

Eine der wichtigsten Veröffentlichungen in gedruckter Form ist das halbjährlich erscheinende Programmheft der VHS, z. B.
- Ulrike Ernst (Red.): Horizonte erweitern / Perspektiven verändern / Ada und Theodor Lessing / Volkshochschule / Hannover / VHS Herbst 2010 (Programmheft), hrsg. v. d. Landeshauptstadt Hannover, 2010